# Ла Сека, Нуестра Сењора (Косала)
Ла Сека, Нуестра Сењора (шп. La Seca, Nuestra Señora) насеље је у Мексику у савезној држави Синалоа у општини Косала. Насеље се налази на надморској висини од 446 м.

## Становништво
Према подацима из 2010. године у насељу је живело 7 становника.

### Хронологија
| Година       | 2000         | 2005         | 2010 |
| ------------ | ------------ | ------------ | ---- |
| Становништво | 71 (34 / 37) | 26 (10 / 16) | 7    |

### Попис
| # | Индикатор                     | Вредност |
| - | ----------------------------- | -------- |
| 1 | Укупно домаћинстава           | 14       |
| 2 | Укупно насељених домаћинстава | 1        |
| 3 | Величина локације             | 1        |